# Mini Taxi's
Mini Taxi's is een attractie van het type botsauto's in het attractieparkpark Walibi Holland in Biddinghuizen.
De botsauto's zijn in mei 1994 geopend en was een van de nieuwe aanwinsten in het zojuist geopende Walibi Flevo. Mini taxi's is gemaakt voor kleine kinderen, om deze ook de gelegenheid te geven om in de botsauto's te kunnen. In 2000 kwamen er botsauto's naast voor grotere kinderen en volwassenen, Tequila Taxi's.

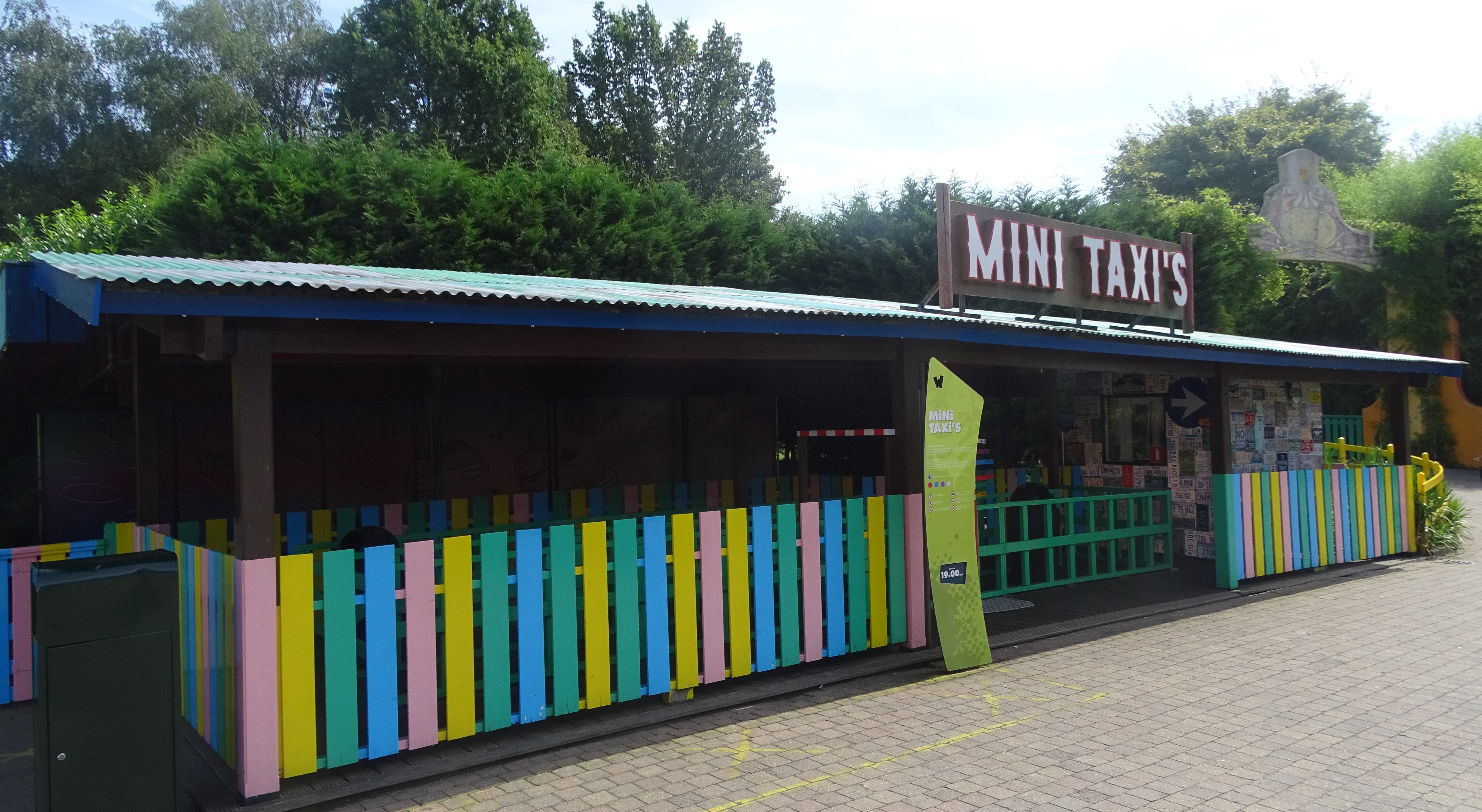
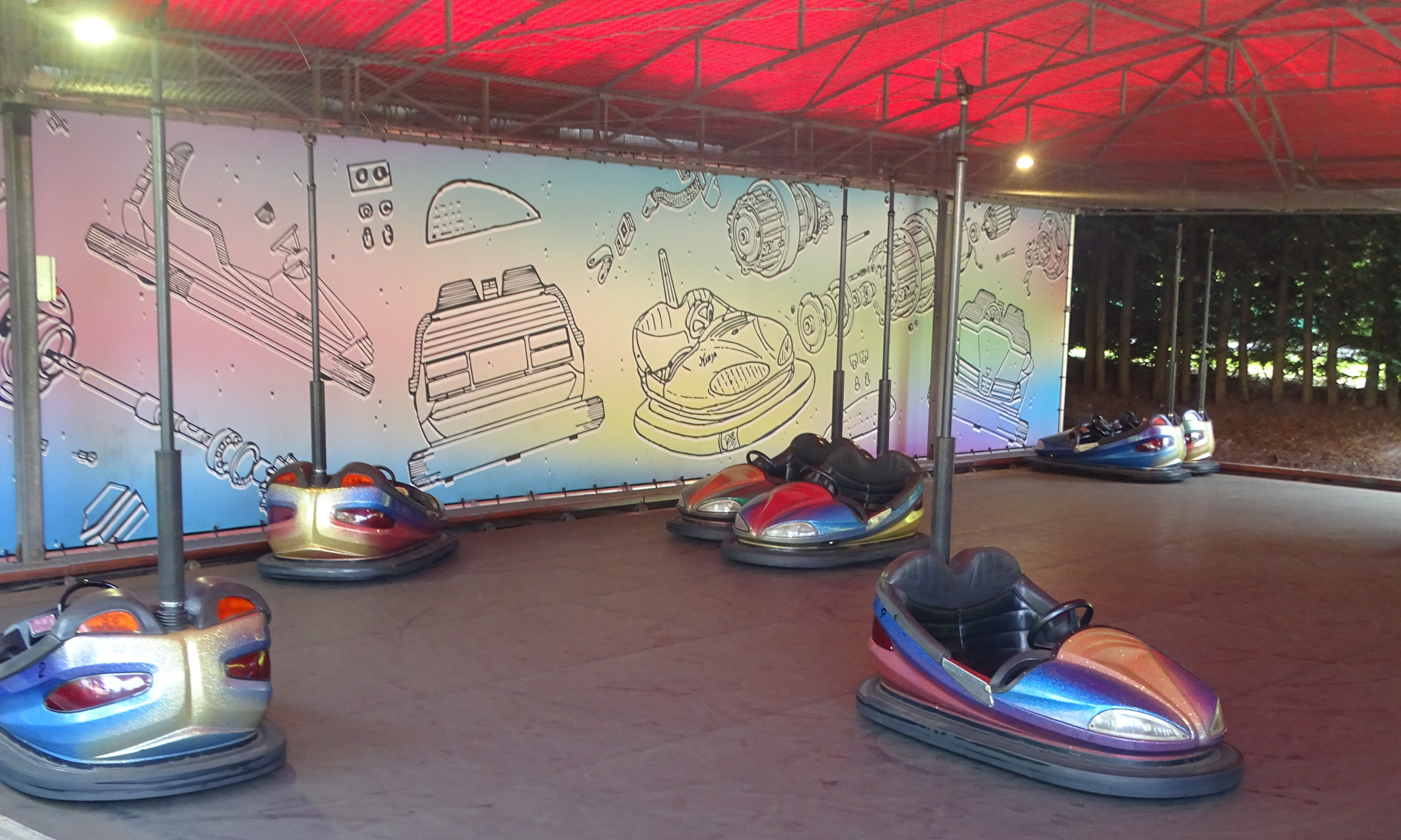

Afbeeldingen · Lijst van attracties